# بازآرایی هافمن
بازآرایی هافمن(به انگلیسی: Hofmann rearrangement) (که با نام‌های فرایند هافمن، تخریب هافمن و یانوآرایی هافمن نیز شناخته می‌شود.) گونه‌ای از واکنش بازآرایی است که طی آن یک آمید نوع اول به یک آمین نوع اول با یک اتم کربن کمتر تبدیل می‌شود. این واکنش به افتخار شیمیدان آلمانی آگوست ویلهلم فون هافمن نامگذاری شده‌است.

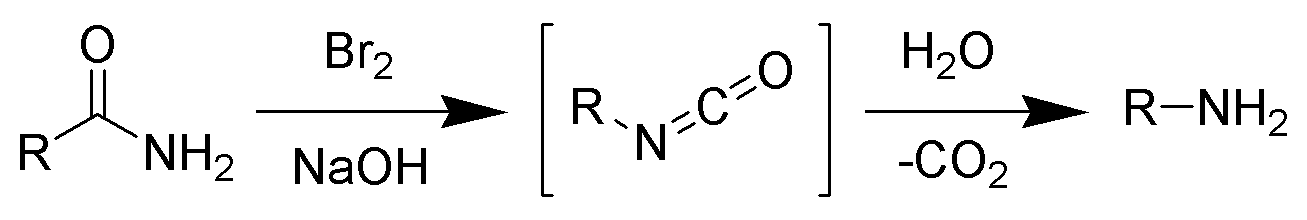
بازآرایی هافمن.

## سازوکار
سازوکار پیشنهادی برای واکنش هافمن به صورت زیر است:

سازوکار بازآرایی هافمن.

نکته بسیار مهم این است که اگر گروه مهاجرت‌کننده در این واکنش کایرال باشد مهاجرت با حفظ کانفیگوراسیون صورت می‌گیرد.